# 穆扎諾 (提契諾州)
穆扎諾是瑞士的城鎮，位於該國南部，由提契諾州負責管轄，面積1.57平方公里，海拔高度365米，2011年人口730，八成人口信奉羅馬天主教，人口密度每平方公里465人。